# Giuseppe Rosati (scienziato)
Giuseppe Rosati (Foggia, 21 settembre 1752 – Foggia, 1º settembre 1814) è stato un medico, agronomo, matematico e geografo italiano.

## Biografia

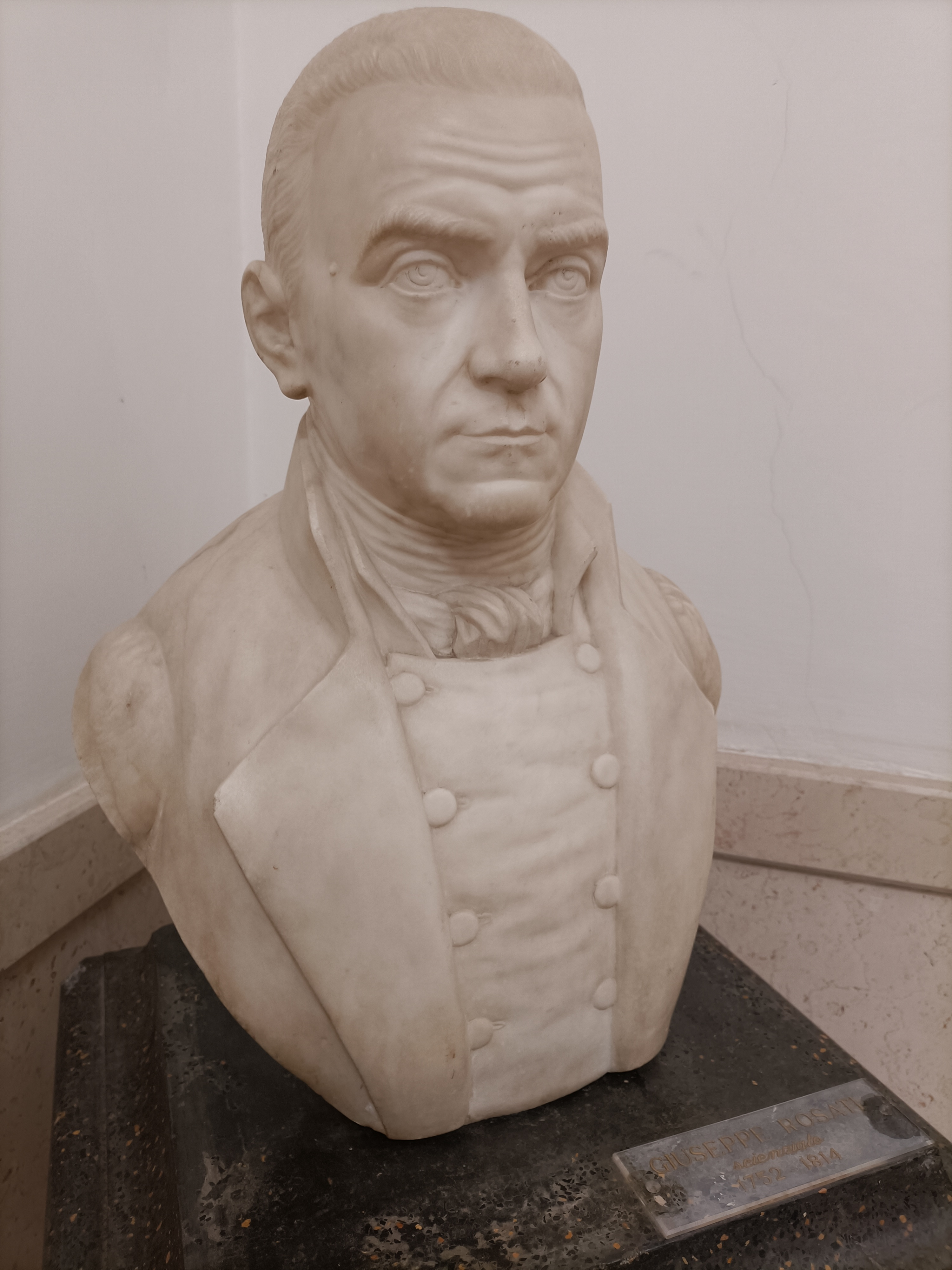
Busto di Giuseppe Rosati. Museo civico di Foggia

Si laureò in Medicina all'Università di Napoli, e nel contempo compì studi e ricerche in varie discipline scientifiche come la matematica, la geografia, l'architettura, l'agronomia. Rientrato a Foggia, nel 1804 gli fu conferita la cattedra in Agricoltura, in seguito Economia rurale, presso il Collegio dei Padri Scolopi, e nel 1810 divenne presidente della Società di Agricoltura, successivamente Reale Società Economica di Capitanata di Foggia.
Soprannominato il Newton pugliese, profuse per la formazione e l'istruzione dei giovani le sue migliori energie e scrisse numerose opere nei diversi campi della sua cultura.

## Opere principali
- La geografia moderna, teoretica, istorica e pratica, Napoli, Raimondi, 1785
- Gli elementi dell'agrimensura teoretica e pratica, Napoli, Raimondi, 1787
- Discorso sull'agricoltura di Puglia, 1792
- Elementi dell'aritmetica, Napoli, 1796
- Il metodo millenario, Foggia, 1803
- Elementi per l'edificazione, con 11 tavole, Napoli, Coda, 1805
- Le industrie di Puglia, con una carta geografica incisa dall'autore, Foggia, Variento, 1808
- Breviario dell'Historia sacra, Foggia, Russo, 1815
- Saggio storico sulla medicina, Foggia, Russo, 1826
- Geometria pratica. La piana, Napoli, Caggiano & C., 1832–33